# Марк Клавдий Марцелл (консул 331 года до н. э.)
Марк Кла́вдий Марце́лл (лат. Marcus Claudius Marcellus) (около 370 — после 327 года до н. э.) — римский политический деятель.
В 331 году до н. э. занял должность консула Римской республики; первый из рода Марцеллов (плебейской ветви Клавдиев), занявший эту должность. Этот год остался известным ещё из-за осуждения за отравление и казни около 170 римских матрон
.
В 327 году до н. э. был назначен диктатором для проведения выборов и назначения комиций (лат. comitiorum habendorum causa), однако не провел их, так как авгуры оспорили правильность его назначения. По словам народных трибунов, истинной причиной протеста было плебейское происхождение Марка Клавдия Марцелла.
Будучи диктатором, назначил Спурия Постумия Альбина Кавдина (лат. Spurius Postumius Albinus Caudinus) в качестве начальника конницы (лат. magister equitum).